# Сюй Веньсінь
Сюй Веньсінь (кит.: 許文馨, Hsu Wen-hsin; нар. 13 квітня 1988) — колишня тайванська тенісистка.
Найвищу одиночну позицію світового рейтингу — 221 місце досягла 15 травня 2006, парну — 180 місце — 7 травня 2012 року.
Здобула 2 одиночні та 6 парних титулів.

## Фінали ITF

### Одиночний розряд (2–6)
| Легенда          |
| ---------------- |
| турніри $100,000 |
| турніри $75,000  |
| турніри $50,000  |
| турніри $25,000  |
| турніри $10,000  |

| Фінали за покриттям |
| ------------------- |
| Тверде (2–3)        |
| Ґрунт (0–1)         |
| Трава (0–0)         |
| Килим (0–2)         |

| Результат | Ранг | Дата              | Турнір                    | Покриття  | Суперниця       | Рахунок       |
| --------- | ---- | ----------------- | ------------------------- | --------- | --------------- | ------------- |
| Поразка   | 1.   | 22 листопада 2003 | ITF Тайнань, Тайвань      | Ґрунт     | Чжань Цзіньвей  | 7–5, 4–6, 4–6 |
| Поразка   | 2.   | 30 жовтня 2004    | ITF Тайбей, Тайвань       | Тверде    | Латіша Чжань    | 5–7, 3–6      |
| Поразка   | 3.   | 22 травня 2005    | ITF Хошимін, В'єтнам      | Тверде    | Вінне Пракуся   | 4–6, 1–6      |
| Поразка   | 4.   | 21 серпня 2005    | ITF Нанкін, КНР           | Тверде    | Міхо Саекі      | 2–6, 2–6      |
| Перемога  | 1.   | 2 жовтня 2005     | ITF Балікпапан, Індонезія | Тверде    | Хванг І-Хсюань  | 6–3, 7–64     |
| Поразка   | 5.   | 20 вересня 2008   | ITF Кіото, Японія         | Килим (i) | Маекава Аяка    | 5–7, 4–6      |
| Поразка   | 6.   | 31 травня 2009    | ITF Ґумма, Японія         | Килим     | Намігата Дзюнрі | 1–6, 1–6      |
| Перемога  | 2.   | 29 серпня 2010    | ITF Сайтама, Японія       | Тверде    | Дуань Їнїн      | 1–6, 6–1, 3–6 |

### Парний розряд (6–8)
| Легенда          |
| ---------------- |
| турніри $100,000 |
| турніри $75,000  |
| турніри $50,000  |
| турніри $25,000  |
| турніри $10,000  |

| Фінали за покриттям |
| ------------------- |
| Тверде (4–6)        |
| Ґрунт (0–1)         |
| Трава (0–0)         |
| Килим (2–1)         |

| Результат | Ранг | Дата              | Турнір                    | Покриття  | Партнерка      | Суперниці                                  | Рахунок           |
| --------- | ---- | ----------------- | ------------------------- | --------- | -------------- | ------------------------------------------ | ----------------- |
| Поразка   | 1.   | 2 жовтня 2005     | ITF Балікпапан, Індонезія | Ґрунт     | Хванг І-Хсюань | Чень Ї Као Шао-юань                        | 3–6, 5–7          |
| Поразка   | 2.   | 13 листопада 2005 | ITF Шеньчжень, КНР        | Тверде    | Чжань Цзіньвей | Сє Шувей Янь Цзи                           | 0–6, 2–6          |
| Поразка   | 3.   | 15 січня 2006     | ITF Тампа, США            | Тверде    | Чжань Цзіньвей | Шанелль Схеперс Алік Цубанос               | 6–3, 6–74, 3–6    |
| Перемога  | 1.   | 31 серпня 2008    | ITF Сайтама, Японія       | Тверде    | Хванг І-Хсюань | Айрі Хаґімото Міябі Іноуе                  | 6–4, 6–3          |
| Поразка   | 4.   | 26 жовтня 2008    | ITF Тайбей, Тайвань       | Килим (i) | Хванг І-Хсюань | Чжуан Цзяжун Сє Шувей                      | 3–6, 3–6          |
| Перемога  | 2.   | 31 травня 2009    | ITF Ґумма, Японія         | Килим     | Танака Марі    | Еріка Сема Сема Юріка                      | 6–3, 1–6, [10–7]  |
| Поразка   | 5.   | 6 вересня 2009    | ITF Цукуба, Японія        | Тверде    | Танака Марі    | Марія Фернанда Альварес Теран Джейд Кертіс | 6–1, 2–6, [2–10]  |
| Перемога  | 3.   | 13 вересня 2009   | ITF Ното, Японія          | Килим     | Хванг І-Хсюань | Хань Сіньюнь Kim So-jung                   | 6–3, 1–6, [11–9]  |
| Поразка   | 6.   | 20 березня 2011   | ITF Санья, КНР            | Тверде    | Фудзівара Ріка | Ірина Бремон Ані Міячика                   | 6–3, 5–7, [10–12] |
| Перемога  | 4.   | 4 вересня 2011    | ITF Цукуба, Японія        | Тверде    | Чжань Цзіньвей | Kim So-jung Еріка Такао                    | 6–1, 6–1          |
| Перемога  | 5.   | 8 жовтня 2011     | ITF Kōfu, Японія          | Тверде    | Чжань Цзіньвей | Ремі Тедзука Акіко Йонемура                | 6–3, 6–4          |
| Поразка   | 7.   | 6 травня 2012     | ITF Ґіфу, Японія          | Тверде    | Чжань Цзіньвей | Джессіка Пегула Чжен Сайсай                | 4–6, 6–3, [4–10]  |
| Поразка   | 8.   | 9 червня 2013     | ITF Тайбей, Тайвань       | Тверде    | Чжань Цзіньвей | Као Шао-юань Лі Хуа-Чень                   | 6–4, 3–6, [7–10]  |
| Перемога  | 6.   | 1 вересня 2013    | ITF Цукуба, Японія        | Тверде    | Чжань Цзіньвей | Лі Ясюань Міядзакі Юмі                     | 6–2, 6–1          |